# ایستگاه متروی دکتر شریعتی (شیراز)
ایستگاه دکتر شریعتی در معالی آباد،بلوار دکتر شریعتی قرار دارد که دومین ایستگاه خط ۱ متروی شیراز است که با مساحت ۴۲۳۳ مترمربع و عمق ایستگاه ۹/۳۹  متر از نوع نیمه عمیق (۱طبقه)، سکو طرفین دارای ۳ دروازه ورودی ،خروجی می‌باشد و این ایستگاه کار خود را با افتتاح متروی شیراز شروع کرد و این ایستگاه در مهر ۹۳ افتتاح شد. این ایستگاه در منطقه ۶ قرار دارد.

## خیابان های ایستگاه
- بلوار دکتر شریعتی {بلوار معالی آباد} مسیر جنوب غرب و شمال شرق
- ورودی دوم گلدشت معالی آباد مسیر شمال غرب
- خیابان خلبانان مسیر جنوب شرق

## محله های ایستگاه
- معالی آباد
- گلدشت معالی آباد
- دوستان

این منطقه به معالی‌آباد مشهور است.

## دکتر شریعتی
دکتر علی شریعتی سیاست‌مدار ایرانی است.او از نظریه‌پردازان اصلی انقلاب ۵۷ ایران است. او اصالتا اهل خراسان رضوی است.